# انسفالیت ویروسی
انسفالیت ویروسی (یا تبخال مغزی) (به انگلیسی: Viral encephalitis) نوعی انسفالیت ناشی از ویروس است. به بیان دیگر این بیماری التهاب حاد مغز در اثر عفونت ویروسی است که پس از عفونت‌های ویروسی مثل سرخک، آبله‌مرغان، سرخجه، آبله گاوی، و عفونت ناشی از سایر ویروس‌های کمتر شناخته شده، یا واکسیناسیون آبله رخ می‌دهد.
تأثیر مصرف داروهای ضد تشنج در بهبود عوارض ناشی از تشنج در افراد مبتلا به آنسفالیت ویروسی ثابت نشده است.

## انواع
انواع انسفالیت عبارتند از:
- انسفالیت آربوویروس
- انسفالیت لاکراس
- انتروویروس
- ویروس انسفالیت کالیفرنیا
- انسفالیت ژاپنی
- آنسفالیت سنت لوئیس
- انسفالیت اسبی شرقی
- انسفالیت اسبی غربی
- اِنسفالیت اسبی ونزوئلایی
- ویروس آنسفالیت دره موری
- مننگوانسفالیت بوسیله کنه ناقل
- انسفالیت پواسان
- ویروس نیل غربی
- هرپس سیمپلکس
- ویروس هرپس انسانی ۶
- زوستر
- هاری
- HIV
- آنسفالیت H5N1
- کوریومننژیت لنفوسیتی که همچنین باعث انسفالیت می‌شود